# Nikolaj Karlovič Girs
Nikolaj Karlovič Girs (in russo  Николай Карлович Гирс?; Radziwillòw od. Červonoarmejsk, 21 maggio 1820 – San Pietroburgo, 26 gennaio 1895) è stato un politico russo.
Conte, diplomatico, ministro degli Esteri della Russia dal 1882 al 1895. Sostenne per lungo tempo l'amicizia con la Germania, fino agli ultimi anni, quando si rese conto della necessità di un'alleanza con la Francia.
Affrontò nel 1884 una grave crisi con la Gran Bretagna, risoltasi pacificamente, per una disputa territoriale in Asia centrale.

## L'uomo, gli inizi, l'incarico
Nikolaj Karlovič Girs era originario di una famiglia appartenente alla piccola nobiltà svedese. Il nonno era partito dalla Svezia, aveva attraversato la Finlandia, ed era arrivato in Russia. Girs non fu popolare nel suo Paese, i suoi nemici, sfruttando i sentimenti antisemiti dell'epoca, assicuravano che egli fosse di origini ebraiche e si chiamasse propriamente Hirsch. «La mia famiglia –diceva Girs- reca nel suo stemma un pesciolino che ruota contro corrente. Tale è anche la mia sorte». Cominciò la carriera in servizio consolare e fu poi Ministro residente a Berna e a Stoccolma.
Fu vice ministro degli Esteri del suo predecessore Aleksandr Michajlovič Gorčakov che sostituì anche per un breve periodo durante la Guerra turco-russa (1877-1878). Venne nominato ministro degli Esteri nel 1882 dallo Zar Alessandro III salito al trono un anno prima a seguito dell'assassinio del padre Alessandro II.
Bernhard von Bülow, nel 1884 incaricato d'affari della Germania a San Pietroburgo, riporta nelle memorie:
«Nikolai Karlovic von Giers [Nikolaj Karlovič Girs], allora sessantaquattrenne, faceva esteriormente una povera impressione. [...] Trascurato nel vestire, sempre curvo, egli non possedeva nemmeno lontanamente l’aplomb d'uno Sciuvaloff o [...] d'un Ignatieff. [...]. Tre anni dopo, il Granduca Vladimiro, in un colloquio confidenziale mi disse: “Come tutti quanti, anch'io, in passato, ho detto male di Nikolai Karlovic. Ma, dacché ebbi con lui un colloquio esauriente [...] sono convinto che la Russia ed in specie la Casa Imperiale non può aver ministro e consigliere migliore di Giers”».

## I rapporti con Germania e Austria

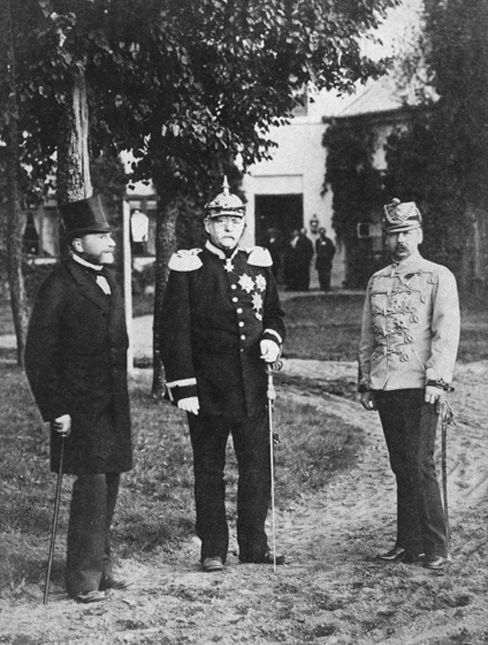
Girs, Bismarck e il ministro degli Esteri austriaco Kálnoky a Skierniewice nel 1884.

La Russia zarista di quegli anni, scossa dai moti rivoluzionari, si trovò naturalmente predisposta ad un'amicizia politica con gli Imperi centrali e soprattutto con la Germania che, grazie a Bismarck, aveva acquisito un ruolo di guida nella Triplice alleanza. Girs fu per quasi tutta la sua vita politica filotedesco e quindi anti-francese per l'ostilità che divideva Germania e Francia dopo la guerra franco-prussiana.
Ancora come vice ministro degli Esteri, nel 1881, Girs tentò di evitare che la Russia, debole internamente, fosse esposta da sola all'ostilità dell'Impero britannico in Asia centrale e dell'Austria-Ungheria nei Balcani. Nacque così l'Alleanza dei tre imperatori, fra Germania, Russia e Austria. Essa non prevedeva grandi impegni ma rafforzò la posizione della Russia e l'autocrazia zarista contro gli umori delle masse.

Nonostante i difficili rapporti fra Vienna e San Pietroburgo, l'alleanza fu rinnovata nel 1884, quando a Skierniewice il Cancelliere tedesco Otto von Bismarck, il ministro degli Esteri austriaco Gustav Kálnoky e Girs si impegnarono a fare di tutto per limitare le occasioni di attrito fra Austria e Russia nei Balcani.

### Il Trattato di controassicurazione
Dopo la Crisi bulgara, però, i rapporti con Vienna peggiorarono ancora. Sebbene, né Alessandro III di Russia né tantomeno Girs erano d'accordo con il coro crescente di richieste di recidere il legame anche con la Germania e avvicinarsi alla Repubblica francese.
Dal canto suo, Girs avrebbe voluto rinnovare ancora l'Alleanza dei tre imperatori, ma lo Zar il 27 aprile 1887, a due mesi dalla scadenza del trattato, si oppose dimostrandosi favorevole ad una trattativa con la sola Germania, per la quale venne mandato a Berlino un progetto elaborato da Girs stesso.

Le trattative per la nuova alleanza difensiva fra Russia e Germania furono impostate da Girs e dall'ambasciatore tedesco a San Pietroburgo Hans Lothar von Schweinitz (1822-1901) e portarono alla firma del cosiddetto Trattato di controassicurazione il 18 giugno 1887.
Con l'ascesa al trono di Germania di Guglielmo II nel 1888 e il licenziamento di Bismarck, le relazioni fra Germania e Russia si raffreddarono. Guglielmo II dapprima acconsentì senza difficoltà alla richiesta di Girs di rinnovare il Trattato di controassicurazione che scadeva nel giugno del 1890, ma poi, diversamente consigliato, fece avvertire che l'accordo non sarebbe stato rinnovato.

## La crisi con la Gran Bretagna

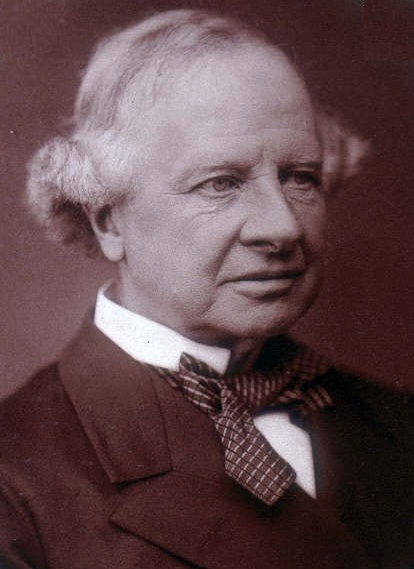
Il ministro degli Esteri britannico Lord Granville

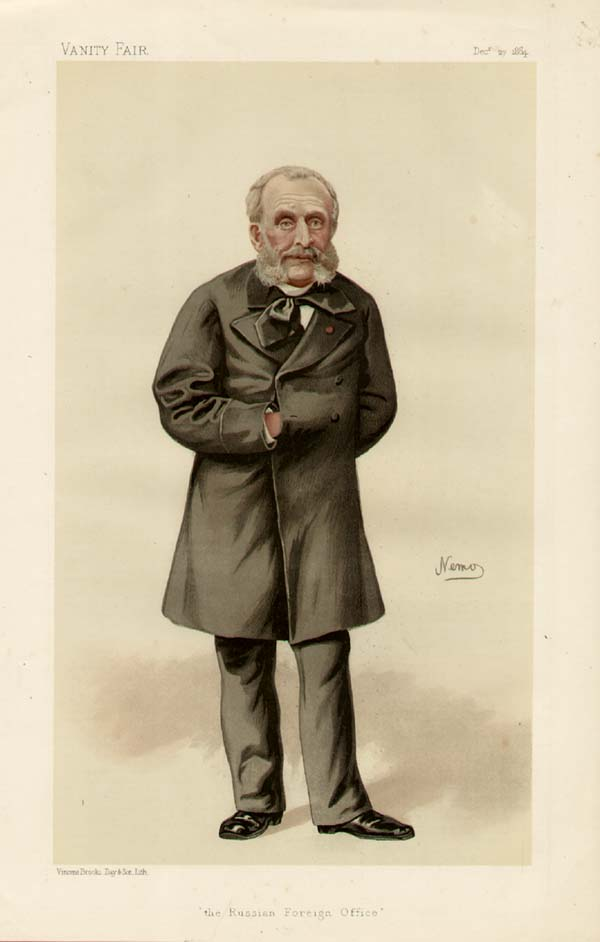
Una caricatura di Girs apparsa su 'Vanity Fair' del dicembre 1884.

Il ministero di Girs fu caratterizzato da una forte tensione internazionale fra Russia e Gran Bretagna a causa dell'espansionismo dei rispettivi imperi in Asia centrale: fu il momento più pericoloso del “Grande gioco”.
Approfittando del fatto che il governo inglese fosse impegnato a fronteggiare gravi difficoltà in Sudan, nel 1884 i russi occuparono la capitale dei turkmeni: Merv e la notizia fu comunicata, quasi per inciso, all'ambasciatore britannico da Girs, il 15 febbraio. Merv costituiva un importante avamposto strategico per una eventuale avanzata sull'India britannica. Non contenti, i generali dello Zar misero gli occhi su Pandjeh, un'oasi in Afghanistan a metà strada fra Merv e Herat. Intuite le mire russe, l'esercito britannico iniziò la mobilitazione di due corpi d'armata in India.  Il 16 marzo 1885 Girs assicurò solennemente che i russi non avrebbero attaccato Pandjeh purché gli afghani si fossero astenuti da atti ostili e che Alessandro III era perfettamente d'accordo con tale linea di condotta. Ma i militari russi sul posto fecero di tutto per provocare gli afghani e il 31 marzo ci fu lo scontro armato, la disfatta degli afghani e l'occupazione di Pandjeh. Lo scompiglio a Londra fu enorme, perché si ritenne aperta la via all'invasione russa dell'India. La marina britannica fu allertata e si predispose per attaccare la base navale russa di Vladivostok. Girs fu avvertito che un'ulteriore avanzata verso Herat avrebbe significato senz'altro la guerra. Durante tutta la crisi il ministro degli Esteri britannico Lord Granville e Girs si tennero in contatto. A poco a poco la calma fu ristabilita. Si convenne che Pandjeh fosse dichiarata neutrale finché Gran Bretagna, Russia e Afghanistan non avessero deciso del suo futuro. La commissione congiunta terminò i lavori dopo molti contrasti nel 1887: Pandjeh rimase ai russi che in cambio cedettero un valico strategico più ad ovest, cui ambivano sia l'emiro dell'Afghanistan (Abdur Rahman) sia i suoi consiglieri britannici.

## Per la pace
Subito dopo la crisi con la Gran Bretagna, Girs, riferendosi alla difficile situazione interna del Paese e alla possibilità di una rivoluzione, dichiarò ad Alessandro III che la Russia doveva temere la guerra meno delle sue conseguenze.

Era opinione di Girs, ad esempio, che le speranze russe di conquista degli Stretti del Bosforo e dei Dardanelli, tanto perseguite in passato, fossero utopistiche e impossibili da realizzarsi, anche per le generazioni a venire.

## I rapporti con la Francia
Girs, da zarista e filotedesco, non poteva che guardare con diffidenza alla Terza repubblica francese. All'inizio degli anni ottanta respinse le prime idee di un'alleanza russo-francese affermando che non ci si poteva alleare con la “putrefazione” (utilizzò il termine francese: pourriture).
Ma il rifiuto tedesco di rinnovare il trattato di controassicurazione mise Girs in una situazione difficile che divenne insostenibile quando nel 1891 fu rinnovata la Triplice alleanza in una forma da creare l'impressione che anche la Gran Bretagna fosse in qualche modo entrata a farne parte.
Inoltre, i rapporti economici fra Russia e Germania erano peggiorati per questioni doganali e il ministro russo fece sapere di non condividere l'opinione di Bismarck secondo cui si poteva «essere in buoni rapporti politici e combattersi a livello economico».

### L'alleanza franco-russa

Il Ministro degli Esteri francese Alexandre Ribot

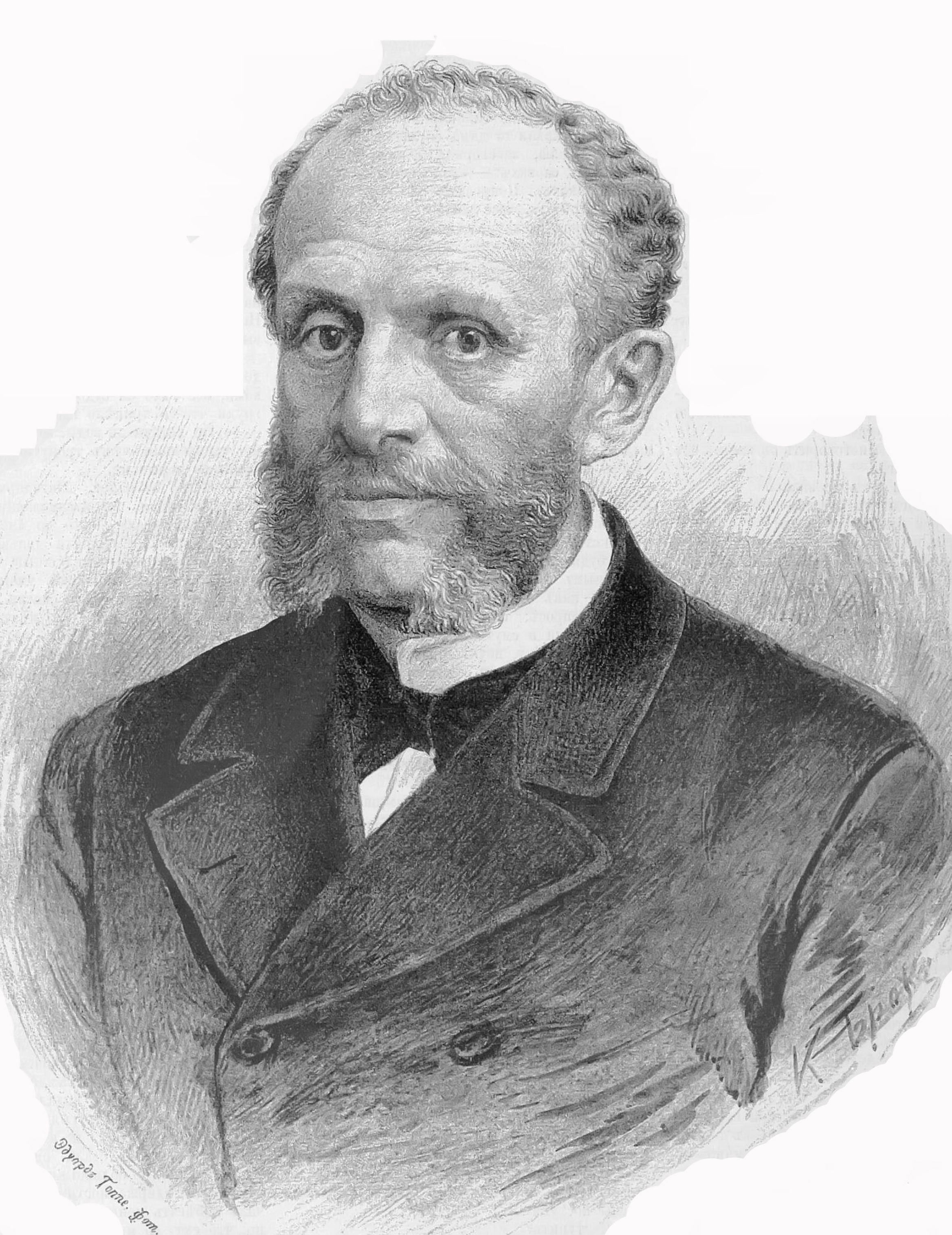
Girs in una stampa del 1888.

Girs, che aveva messo in guardia l'Europa contro la creazione di un'irreparabile divisione del continente in due blocchi contrapposti, fu costretto a cedere e il 16 luglio 1891 affrontò l'argomento con l'ambasciatore francese Antoine de Laboulaye. Il Ministro degli Esteri francese Alexandre Ribot propose una formula che vedeva il reciproco soccorso in caso la Francia o la Russia fossero state attaccate da una potenza della Triplice alleanza. Girs trovava che questa formula fosse da un lato troppo compromettente e dall'altro lasciasse la Russia scoperta da un attacco in territorio extra-europeo. Una guerra contro il Giappone o contro la Gran Bretagna in Asia, non era contemplata. Il compromesso fu raggiunto il 21 agosto 1891, grazie ad una lettera di Girs all'ambasciatore russo a Parigi, Arthur von Mohrenheim (1824-1906). La lettera diceva che lo Zar aveva approvato i principi dell'accordo e precisamente aveva convenuto che: «...i due governi dichiarano che si concerteranno su tutte le questioni di natura tale da mettere in causa la pace generale» e «...nel caso in cui una delle due parti fosse minacciata da un'aggressione, le due parti convengono di intendersi sulle misure che [...] questa eventualità imporrebbe... ». Il 27 agosto il governo francese accettò questo, pur vago, accordo. A Parigi, due mesi dopo, Ribot insistette con Girs per ottenere che tale intesa fosse completata da una convenzione militare. Girs, pur essendo contrario all'idea, promise di sottoporla allo Zar che intanto, nel marzo 1892, aveva valutato positivamente un progetto simile del generale francese Marie-Joseph François de Miribel (1831-1893). Allora, il ministro degli Esteri russo, non osando contrastare direttamente Alessandro III, ottenne di prendere tempo facendogli notare che, con i continui cambiamenti di governo in Francia, sarebbe stato pericoloso lasciare al primo venuto documenti così compromettenti per i rapporti con la Germania. Ma tutto volgeva verso la conclusione auspicata dai francesi e dallo Zar: a Tolone i marinai di una squadra navale russa furono fatti segno di accoglienze clamorose da parte della popolazione e la convenzione militare, preparata e firmata dai rispettivi stati maggiori, fu ratificata dai russi nel dicembre del 1893 e dai francesi nel gennaio successivo.
Nel 1894 i tedeschi cercarono di rimediare riuscendo a concludere un trattato commerciale che pose fino alla lunga ed aspra guerra doganale con la Russia, ma ormai i giochi erano fatti. Fu l'ultimo atto diplomatico a cui partecipò Girs che, il 26 agosto 1895, ancora in carica a quasi 75 anni, spirò a San Pietroburgo. Al suo posto fu nominato Aleksej Borisovič Lobanov-Rostovskij.